# Liborianum

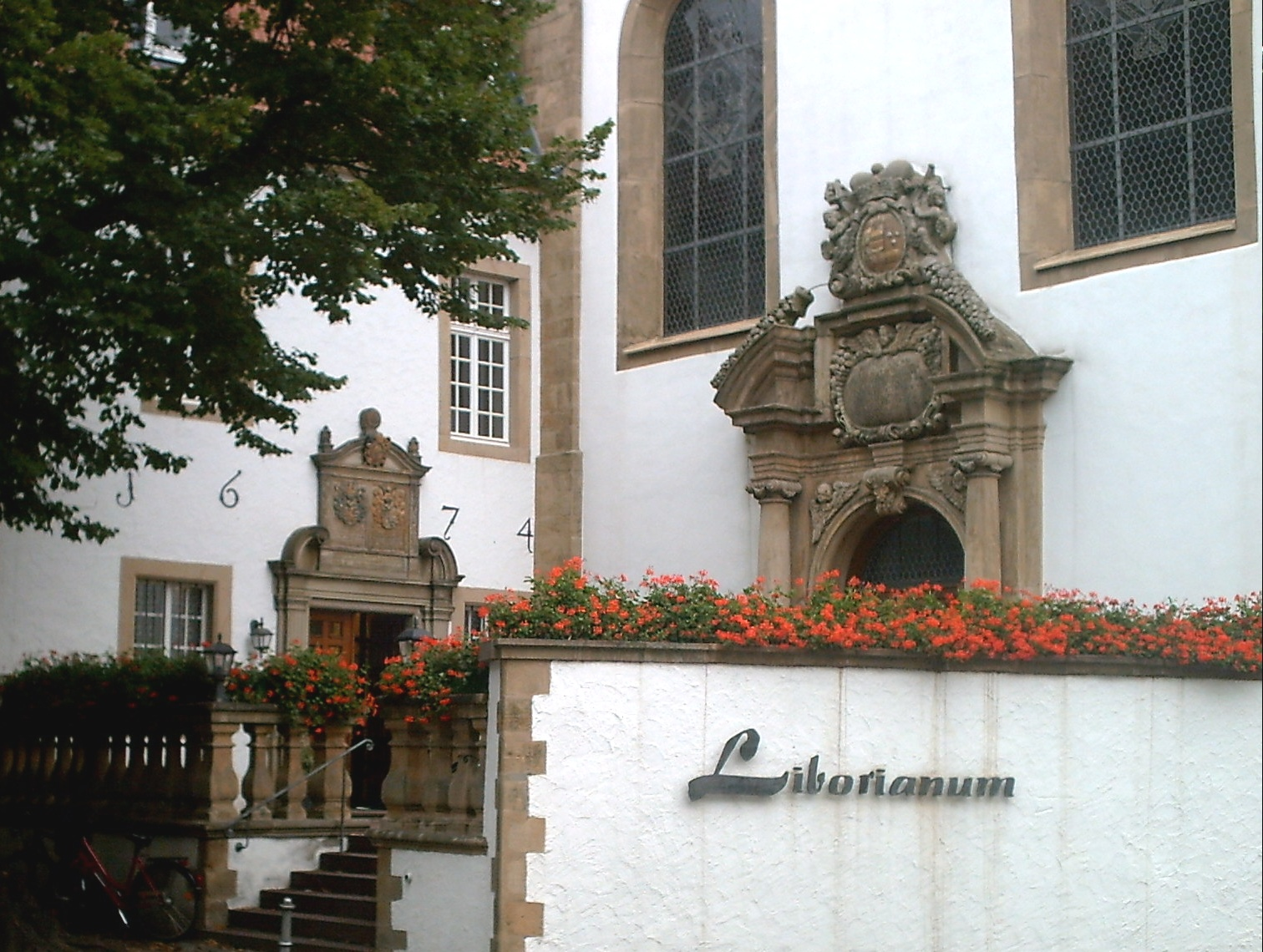
Liborianum, links: Klostereingang, rechts Eingang zur Kapuzinerkirche

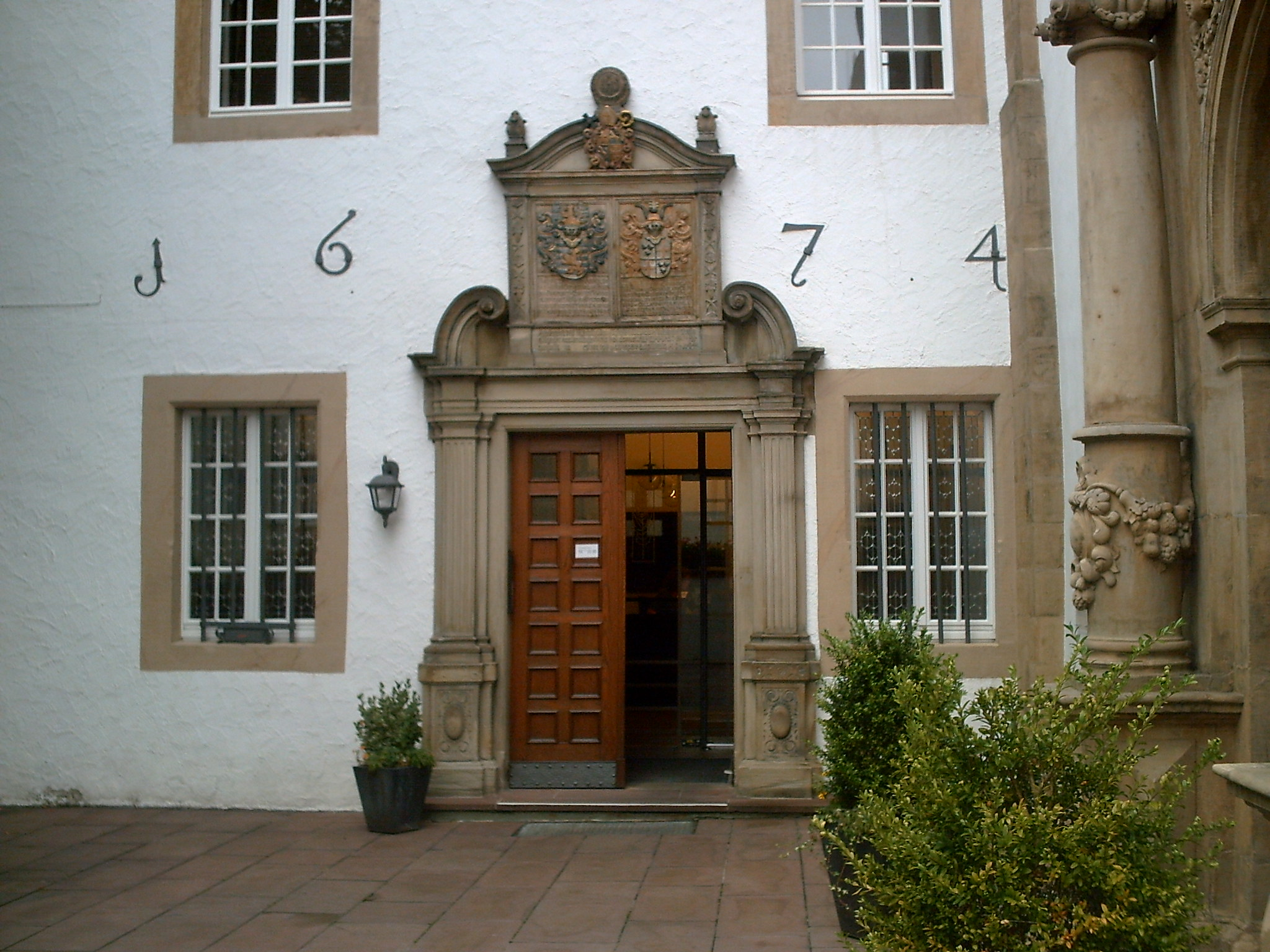
Eingang zum ehemaligen Kloster

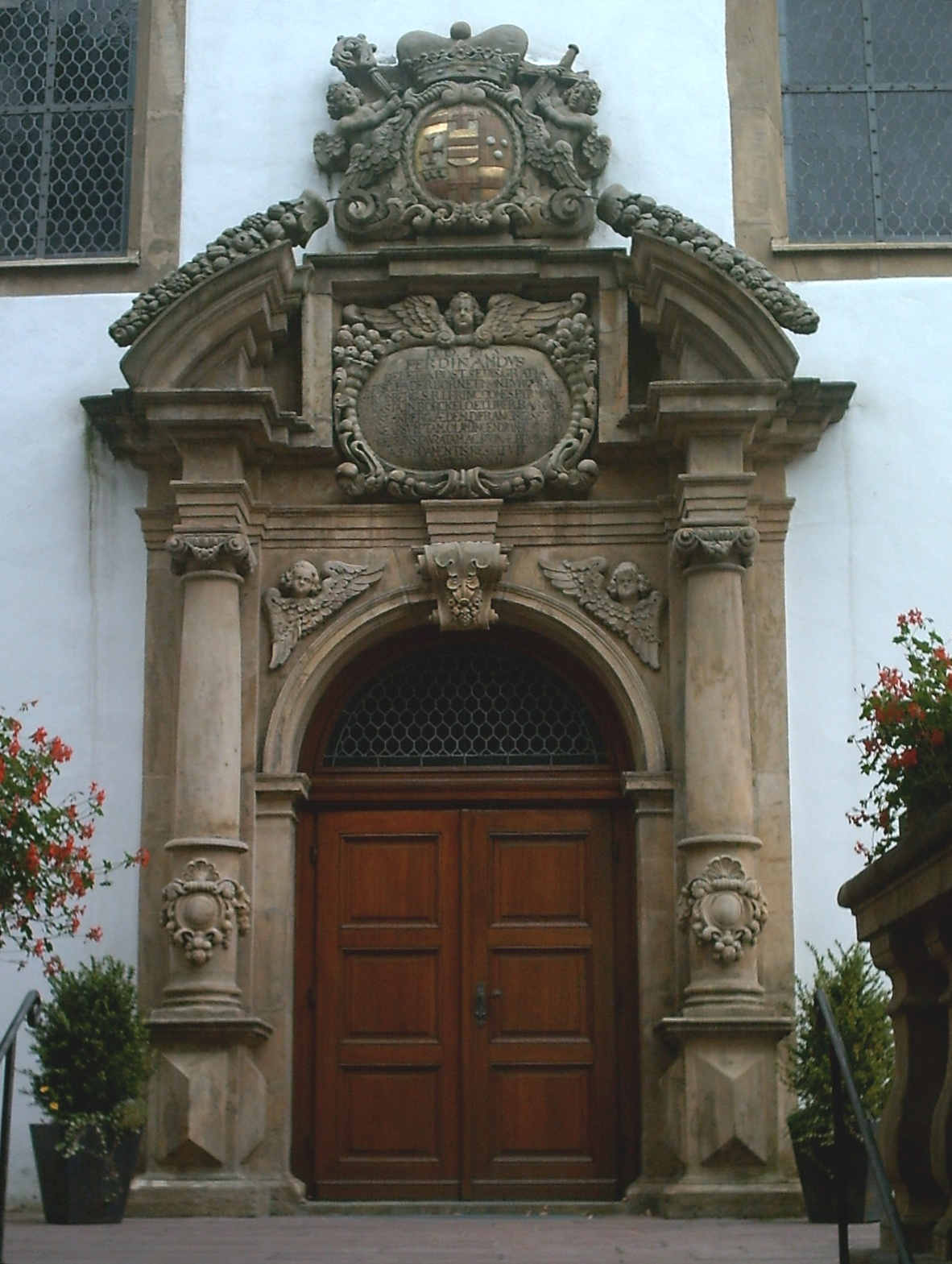
Eingang zur Kapuzinerkirche

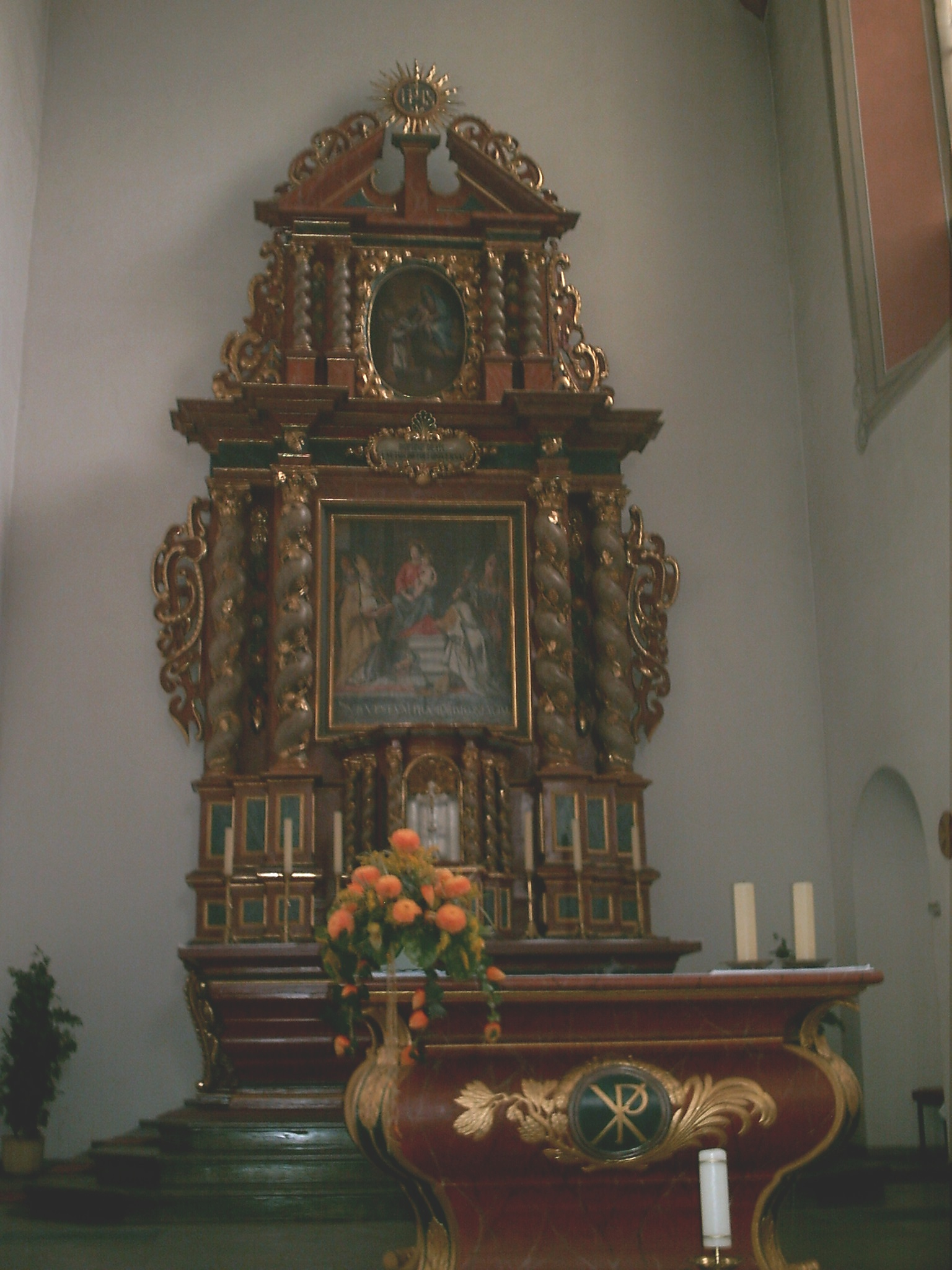
Altar der Kapuzinerkirche

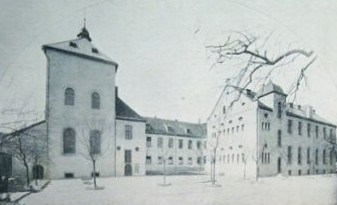
Das Liborianum im Jahre 1925 (Rückseite)

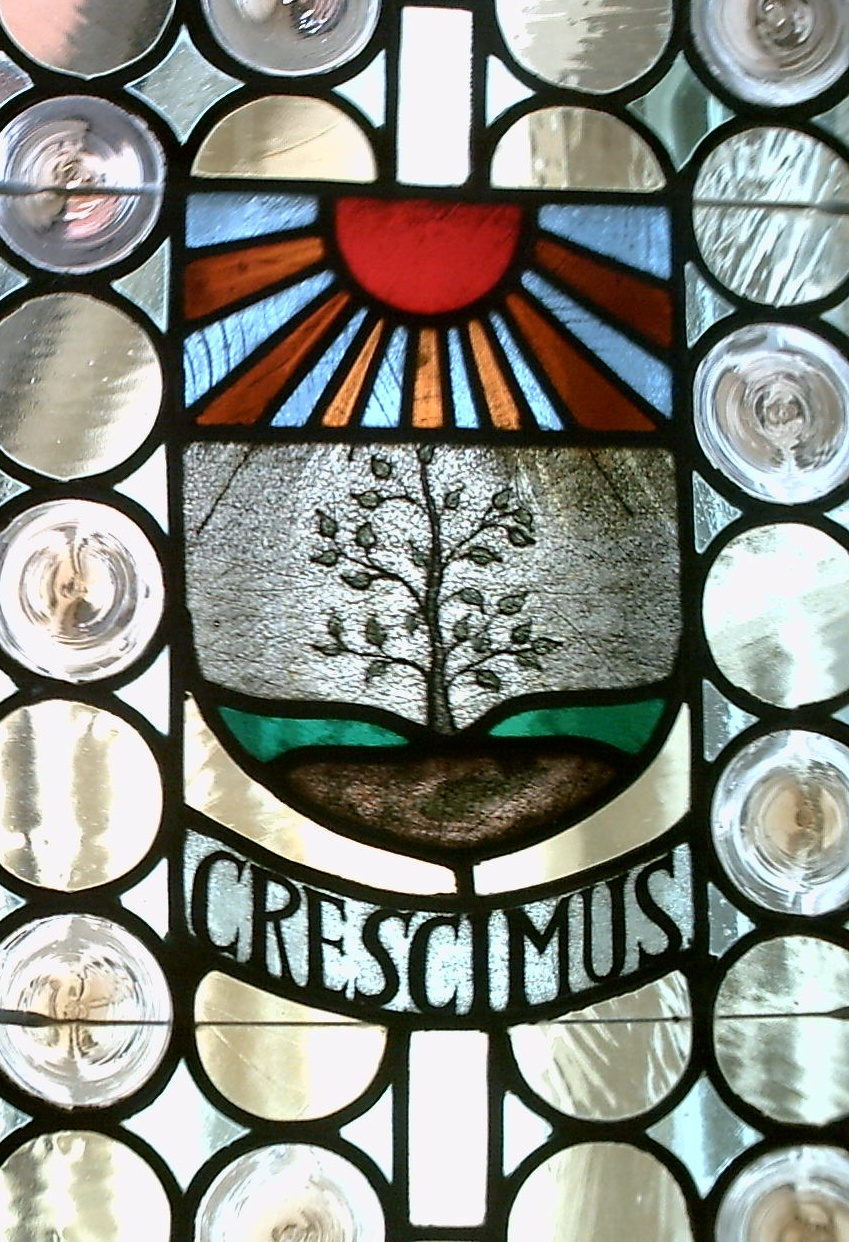
Liborianum: Fensterbild mit Leitspruch

Das Liborianum ist eine Bildungseinrichtung in Paderborn und hat eine wechselvolle Geschichte durchlaufen. Es diente im Laufe der Jahrhunderte unterschiedlichen Zwecken; über 200 Jahre war es ein Kapuzinerkloster. Seinen Namen hat es vom heiligen Liborius, dem Schutzpatron des Erzbistums Paderborn.

## Die Gebäude und ihre Geschichte
Das Liborianum wurde im Jahr 1612 zur Zeit des Fürstbischofs Dietrich von Fürstenberg auf Initiative des Paderborner Domdechanten und späteren Dompropstes Arnold von der Horst († 1630) von Kapuzinern als Kloster St. Franziskus Seraph erbaut.
Bei einem Stadtbrand 1616 wurden die Gebäude zerstört, jedoch finanzierte der Domdechant einen Neubau und erweiterte den Klostergarten. Da bei diesem Neubau die Grundmauern nicht erneuert wurden, waren die Gebäude schon um 1670 so baufällig, dass 1673 der vollständige Abriss erfolgte und an dieser Stelle unter der Aufsicht des Baumeisters und Kapuzinerbruders Ambrosius von Oelde († 1705) nun schon der dritte Bau entstand. Über der Klosterpforte steht daher die Jahreszahl 1674. Zwischen 1681 und 1683 wurde auch die Klosterkirche völlig neu errichtet. Der damalige Weihbischof Nils Stensen weihte die Kirche am 4. Juni 1683 dem heiligen Franciscus Seraphicus.
Diese Kirche ist eine „klassische“ Kapuzinerkirche, das heißt eine einfache, vierjochige Saalkirche mit einem quadratischen eingezogenen Chorraum und anschließendem tonnengewölbten Oratorium. Unter dem Chorraum befindet sich der Totenkeller, in dem die verstorbenen Kapuziner von 1687 bis 1809 bestattet wurden.
Im Kloster befand sich für einige Jahre (1624–1627) auch das Noviziat der Rheinischen Kapuzinerprovinz.
In der Zeit des Dreißigjährigen Krieges blieben Kloster und Kirche weitgehend unbehelligt, weil selbst Herzog Christian von Braunschweig (1599–1626) wegen der Armut des Klosters von einer Plünderung absah.
Schwer zu leiden hatte das Kloster in den Schlesischen Kriegen zwischen 1741 und 1763, als Franzosen und Engländer im Haus logierten.
Als Besonderheit ist anzumerken, dass im Kloster die sogenannte Aachener Gruppe der Reichskleinodien von 1794 bis 1798 in Sicherheit gebracht worden waren. Von hier gelangten sie in die Schatzkammer der Wiener Hofburg.
Während der Säkularisation wurde die Klostergemeinschaft 1811 aufgehoben, und 1834 wurde das Kloster endgültig geschlossen. Das Haus wurde zunächst als Heim für ältere Priester und 1840 bis 1846 als „Armen-Kleinkinderbewahrschule“ von Pauline von Mallinckrodt weitergeführt, die ab 1842 hier auch mit der Betreuung blinder Kinder begann.
Die Kapuzinerkirche brannte im Zweiten Weltkrieg 1945 bei den schweren Angriffen auf Paderborn völlig aus und musste wiedererrichtet werden. Die Kirche ist Hauskirche des Liborianum. Sie beherbergt eine schöne, aus dem Jahre 1758 stammende Monstranz Augsburger Provenienz (Herkunft). Über dem Klostereingang befindet sich der Wappenstein des Stifters Arnold von Horst. Einen Altar erhielt die Kirche 1962 aus einer Kapelle in Schildesche bei Bielefeld, der nicht mehr benutzt wurde. Der Altar ist wohl um 1680 gefertigt worden. Er wurde für Paderborn durch Johann Mühlenbein, Niedermarsberg, 1951 völlig restauriert.

## Das Liborianum als Bischöfliches Knabenseminar
Im Jahr 1847 beschloss der damalige Bischof Franz Drepper, das Liborianum in ein Bischöfliches Knabenseminar umzuwandeln. Ziel dieses Internates war es, Knaben – vor allem auch aus ländlichen Regionen – zu fördern, um sie zum Priesteramt hinzuführen.
Weil die Schüler häufig erst nach Abschluss der damals üblichen achtklassigen „Volksschule“ in das Knabenseminar kamen, wurden sie in hauseigenen Kursen auf den Besuch des nahegelegenen humanistischen Gymnasiums Theodorianum vorbereitet, das sie dann von der Obertertia (Klasse 9) bis zur Oberprima (Klasse 13) besuchten, um mit dem Abitur abzuschließen. Ab 1961 wurden auch Sextaner (ab Klasse 5) in das Knabenseminar aufgenommen, die dann alle Jahrgangsstufen des Gymnasiums Theodorianum durchliefen.
In seinen besten Zeiten besuchten etwa 180 Schüler das Collegium.
Der Leitspruch des Hauses ist in einem Fensterbild im zentralen Treppenhaus wiedergegeben: Es stellt einen Baum dar, der der Sonne entgegenwächst. Darunter steht das Wort CRESCIMUS, lateinisch für: „Wir wachsen“.
Im Jahre 1945 kam auf Einladung von Bischof Lorenz Jaeger ein Konvent der Franziskanerinnen von der ewigen Anbetung zu Olpe ins Liborianum. Damit wurde die im 17. Jahrhundert als Kapuzinerkloster erbaute Anlage erneut zu einem Ort klösterlichen Lebens, an dem Arbeit und Gebet eine Einheit fanden. Die Ordensschwestern unterstützten seither die Leitung des Hauses in administrativen und liturgischen Aufgaben.
Wegen stetig sinkender Teilnehmerzahlen wurde das Knabenseminar im Jahre 1979 geschlossen.

## Das Liborianum als Erwachsenen-Bildungsstätte
Seither wird das Liborianum nach entsprechendem Umbau als Bildungsstätte „Liborianum. Bildungs- und Gästehaus des Erzbistums Paderborn“ mit Angeboten zur religiösen, theologischen, sozialen und politischen Bildung genutzt, auch für die Caritas. Ebenso werden dort Mitarbeiterfortbildungen, Gasttagungen und Konferenzen veranstaltet.

## Bekannte Schüler des Liborianums
- Franz Kardinal Hengsbach, Kardinal und erster Bischof des Bistums Essen[3]
- Stephan Selhorst (Kunsthistoriker)
- Michael Wurm (Richter am Bundesgerichtshof)
- Gisbert Baltes (Journalist)
- Erwin Grosche (Kabarettist)
- Heiko Grosche (Soloschauspieler)